# Lotus-Ford Twin Cam
El Lotus-Ford Twin Cam (el término inglés twin cam indica que utiliza un árbol de levas en cabeza doble), es un motor de cuatro cilindros en línea de gasolina diseñado por Lotus para el Lotus Elan de 1962. Los desarrollos iniciales cubicaban 1,5 litros, pero la mayoría de los motores finalmente se fabricaron con un desplazamiento de 1,55 litros (1557 ml). Utilizaba un bloque motor de hierro Ford 116E y una nueva culata de aluminio con doble árbol de levas en cabeza, que se usó en una gran variedad de vehículos hasta que Lotus dejó de fabricarlo en 1973. Fue sucedido por el motor Lotus 907. 

## Historia
Para el Lotus Elan, el fundador de Lotus, Colin Chapman, quería encontrar un motor más económico que el costoso Coventry Climax FWE, un propulsor totalmente de aleación utilizado en el Lotus Elite originalmente. La idea era que basar su nueva planta motriz en un motor construido en grandes volúmenes mantendría bajos los costos.: 18 
Chapman eligió inicialmente el Ford 105E de cuatro cilindros en línea utilizado en el Ford Anglia como la base del nuevo motor. El 105E tenía una cilindrada de 997 centímetros cúbicos (1 L; 60,8 plg³) y tenía un bloque de hierro fundido producido con el proceso de fundición de pared delgada de Ford, lo que permitía que fuese relativamente ligero. Mientras que el bloque del 105E solo tenía tres cojinetes principales para el cigüeñal, el diseño sobre-cuadrado mantuvo bajas las velocidades del pistón y permitió disponer válvulas más grandes en la nueva culata. Cuando se lanzó un motor algo más grande, el 109E de 1339 centímetros cúbicos (1,3 L; 81,7 plg³) para el Ford Consul Classic, se convirtió en la plataforma para la mayor parte del desarrollo del nuevo motor Lotus. 
El diseñador de motores Harry Mundy había estado trabajando en dos proyectos para la compañía Facel deJean Daninos. El nuevo diseño era un V6 con levas en cabeza completamente nuevo, que cubicaba ligeramente por debajo de los 3.0 litros. El otro desarrollo era una nueva culata DOHC para reemplazar la problemática distribución del motor Pont-à-Mousson de cuatro cilindros en línea de 1.6 litros utilizado en el Facellia. Los problemas financieros en Facel impidieron que cualquiera de los motores alcanzara la producción, pero cuando Chapman conoció el desarrollo del motor más pequeño, encargó a Mundy que adaptara el diseño de Facellia al bloque del motor Ford. El diseño de Mundy para Lotus comprendía una culata de aluminio y una cubierta frontal de aluminio y su conjunto de la placa posterior contenía la bomba de agua y la cadena de transmisión del árbol de levas. 
Una vez finalizado el diseño inicial, el consultor externo Richard Ansdale produjo los planos detallados de la nueva culata. El empleado de Lotus Steve Sanville encabezó el equipo de ingeniería de producción que incluía a Mike Costin, Neil Francis y Bob Dance. Harry Weslake realizó un análisis de flujo en la primera culata. Los primeros prototipos del árbol de levas doble tenían problemas en la articulación en la culata. Keith Duckworth, que ya había dejado Lotus para ir a Cosworth Engineering, fue requerido de nuevo para revisar la nueva culata. Introdujo varios cambios de diseño, remodelando los puertos y agregando estructura a la culata. : 38 
El primer motor Lotus Twin Cam fue encendido en un banco de pruebas el 10 de octubre de 1961. Este motor rompió un cigüeñal durante las pruebas; un fallo atribuido a los tres cojinetes principales. El primer vehículo de prueba en recibir un motor Twin Cam fue un Ford Anglia con volante a la izquierda, y el motor se instaló el 18 de enero de 1962. Este Anglia rebasó a un Jaguar a más de 100 millas por hora (160,9 km/h) con Jim Clark al volante en su camino a casa desde Escocia a Goodwood.
En mayo de 1962, Ford anunció el motor 116E, que apareció por primera vez en el Cónsul Capri en agosto de 1962, y luego en el Cortina Super en enero de 1963. El 116E tenía una altura de cubierta más alta que los motores Kent anteriores, y con un diámetro y carrera de 3+3/16 x 2,864 pulgadas (80,96 x 72,75 mm). Cubicaba 1498 centímetros cúbicos (1,5 L; 91,4 plg³), y el cigüeñal estaba apoyado en cinco cojinetes principales. Entregaba una potencia de aproximadamente 60 caballos (61 CV) a 4600 rpm. Tan pronto como se pudo obtener un bloque, comenzó el trabajo de adaptar la culata de Lotus al bloque del 116E. Duckworth ensambló los dos primeros motores con especificaciones de producción, uno de los cuales impulsó un Lotus 23 en su debut en las carreras en Nürburgring. Después de construir un número limitado de motores 1.5 L Twin Cam, el diámetro de los cilindros se incrementó a 3+1/4 de pulgada (82,55 mm), elevando la cilindrada a 1.55 L. 
El ensamblaje de los primeros 50 motores se contrató a J. A. Prestwich, que también mecanizó las fundiciones de culata en bruto (fundidas por William Mills) en estos primeros motores con árbol de levas dobles. 
El motor Twin Cam tuvo su debut oficial en el Earls Court Motor Show en octubre de 1962. Se produjeron en total unas 34.000 unidades en 24 versiones diferentes. : 183, 222 

### Nombre del motor
Chapman llamó al motor "Lotus Twin-Cam" en su introducción en 1962 y Lotus continuó usando ese nombre. Cuando en 1967 se cambió la producción del Cortina-Lotus por el Ford Cortina Mark II basado en el motor Cortina Twin Cam, Ford comenzó a llamar al motor "Lotus-Ford Twin Cam". El motor también se conoció informalmente como el "Lotus TC" o el "Twink".

## Características técnicas
Aunque la cilindrada del Twin Cam a menudo figura como de 1557 cm³ (1,6 L), su diámetro y su carrera son 3+1/4 x 2,864 plg (82,55 x 72,75 mm) respectivamente, para un desplazamiento real de 1557,46 cm³ (1,6 L; 95,0 plg³). Esto permitió que el diámetro del Twin Cam se ampliara en 0,04 plg (1 mm) permaneciendo por debajo de los 1600 cc,  límite de cilindrada de la categoría permitido por las regulaciones de la FIA. 
La culata poseía cámaras de combustión hemisféricas. Los tamaños de las válvulas eran de 1,53 pulgadas (38,9 mm) de diámetro de entrada, y de 1,325 pulgadas (33,7 mm) de diámetro en todos los motores, excepto en las unidades posteriores del tipo "Big Valve". El eje del vástago de la válvula estaba inclinado 27° desde la vertical, tanto para la admisión como para el escape. La sincronización inicial del árbol era 15/53/53/15 con el mismo perfil adoptado en el motor ET418 Coventry Climax FWE, lo que se tradujo en 100 caballos (75 kW; 101 CV) a 5700 rpm para el motor de 1,5 litros con una relación de compresión de 9,5:1. 
La bomba de agua utilizaba la cubierta frontal del motor como alojamiento, lo que dificultaba su sustitución. El colector de admisión estaba formado por una serie de muñones tubulares cortos moldeados como parte integral de la culata. Los cabezales para el carburador Zenith - Stromberg 175CD tenían dos muñones siamesados (formando parte de la fundición de la culata), por lo que no eran intercambiables con las culatas anteriores que usaban carburadores Weber Dell'Orto DHLA40 o 40DCOE, cuya admisión era de cuatro tubos individuales (también parte de la fundición de la culata). : 84  Los gases de escape eran canalizados por un colector de hierro fundido o un cabezal tubular fabricadoal efecto, dependiendo de la aplicación. : 31–33 
Se retuvo el árbol de levas en el bloque original, y como en el 116E, accionaba el distribuidor montado en el costado y el conjunto de bomba/filtro de aceite situado en el externo más cercano, minimizando las modificaciones en el bloque de hierro producido en masa. La leva original, junto con las ruedas dentadas del sistema de levas DOHC eran impulsadas por una larga cadena de distribución de rodillos Reynolds de una pulgada de una sola fila, montada en la parte delantera.
Los primeros bloques Lotus eran simplemente elementos de producción estándar de Ford seleccionadas por tener las paredes del cilindro más gruesas, y se identificaron con una "A" estampada en la cara de acoplamiento de la cubierta de distribución. Los bloques posteriores se moldearon especialmente teniendo en cuenta la producción de Twin Cam, siendo identificados por una "L" en el bloque debajo del soporte del motor. Los bloques Twin Cam provienen de 6 versiones básicas de fundición. Antes de 1968, los primeros 4 dígitos a menudo se despegaban del bloque y se estampaba "3020" en su lugar. 
1962 a 1967 
El bloque 116E-6015 con tapas de rodamiento principales redondas y cigüeñal de 4 pernos
El bloque 120E-6015 con tapas de rodamiento principales redondas y cigüeñal de 4 pernos
1967-1975 
El bloque 3020-6015 con tapas de rodamiento principales redondas y cigüeñal de 6 pernos
El bloque 681F-6015 con tapas de rodamiento principales redondas y cigüeñal de 6 pernos
El bloque 681F-6015 con tapas de cojinete principal cuadradas y cigüeñal de 6 pernos
El bloque 701M-6015 con tapas de cojinete principal cuadradas y cigüeñal de 6 pernos
Los primeros motores usaban un cigüeñal, bielas y pistones de Lotus. La manivela era de hierro fundido y los pistones tenían una ligera corona y se cortaban con una corona para ajustar las válvulas. : 27–28  Un Twin Cam revisado se lanzó en 1966. En esta versión, los pasos de válvula eran más pequeños y las bielas eran partes del Ford 125E. El volante de inercia también estaba unido al cigüeñal con seis tornillos, un aumento de dos con respecto al modelo anterior. El Twin Cam tenía un problema con las pérdidas de aceite, y la acometida del motor de arranque estaba sujeta a grandes tensiones de flexión al intentar hacer girar el motor de alta compresión. 
Los primeros motores tenían la palabra "Lotus" con letras en relieve en la tapa de cada uno de los árboles de levas. Los motores posteriores tenían un reborde elevado en la parte delantera de la tapa del árbol de levas con la palabra "Lotus" en bajorrelieve dentro. La porción de la cubierta sobre las levas era lisa.

### Preparación especial

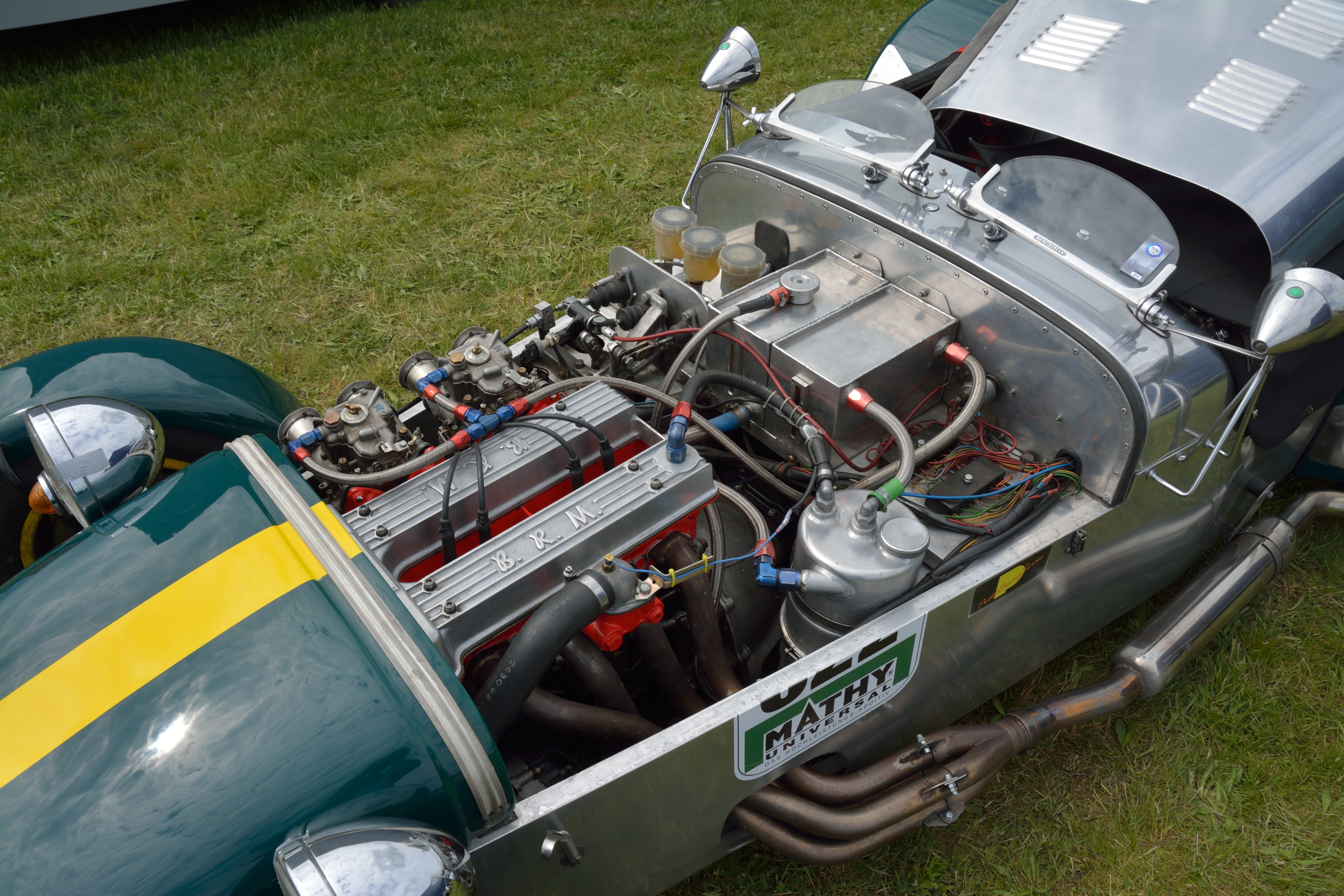
Cubiertas de las levas en un BRM

Lotus comenzó a ofrecer motores de equipamiento especial más afinados como opciones en sus automóviles. Las piezas para estos motores también se podían comprar en Lotus Components Ltd. Al principio, eran motores desarrollados y ensamblados por Cosworth con manivelas fundidas y placas de identificación de Cosworth en la cubierta de las levas. Duckworth fue responsable del diseño de las levas de los equipos especiales. Cosworth luego se distanció de este negocio, y Lotus comenzó a vender equivalentes 'BRM'. La Fase I de BRM consistía en árboles de levas BRM y pistones de fundición de alta compresión, y la Fase II de BRM agregó pistones forjados Mahle, bielas forjadas BRM, casquillos de extremo pequeño y pernos de extremo grande a la Fase I. Cuando se ofrecieron en forma ensamblada, estos motores llevaban una Placa de identificación de BRM en una cubierta de levas 'BRM' especialmente moldeada, pero el montaje real de estos motores de carretera 'BRM' de alto rendimiento fue realizado por Rubery Owen & Co. Ltd., una compañía afiliada de BRM a través de su propiedad, no por la propia BRM. Los motores con equipamiento especial ('S/E') tenían árboles de levas desarrollados por Cosworth (CPL1 - Cosworth Production Lotus) con sincronización 22/62/62/22 y elevación de 0.349 ", llamadas levas 'L1'. 
Originalmente aplicado a los Lotus Elan preparados y a los Lotus Cortina, el término "Special Equipment" (Equipo Especial) fue utilizado más tarde por Lotus para designar aquellos Elan de la Serie 2 y posteriores con motores de mayor potencia, y se denominan Elan S/E. 
En 1968, Sanville comenzó a construir una serie de culatas utilizando un nuevo árbol de levas llamado de Equipo Súper Especial, o tipo D, que se basaba en el árbol de levas Coventry Climax FWA 3060.: 35  Las culatas utilizadas en los motores SSE se lijaron 0,04 plg (1 mm), aumentando la relación de compresión a 10.3: 1. El encendido se avanzó ligeramente, y se instalaron estranguladores más grandes y diferentes chorros en los carburadores Weber. La potencia se estimó en 124-126 HP (92,5-94,0 kW) , tres años antes del lanzamiento del motor Big Valve. Se dice que algunos motores SSE se instalaron en la fábrica en una serie de Elan Super Weber S/E. 

### Motor de válvulas grandes

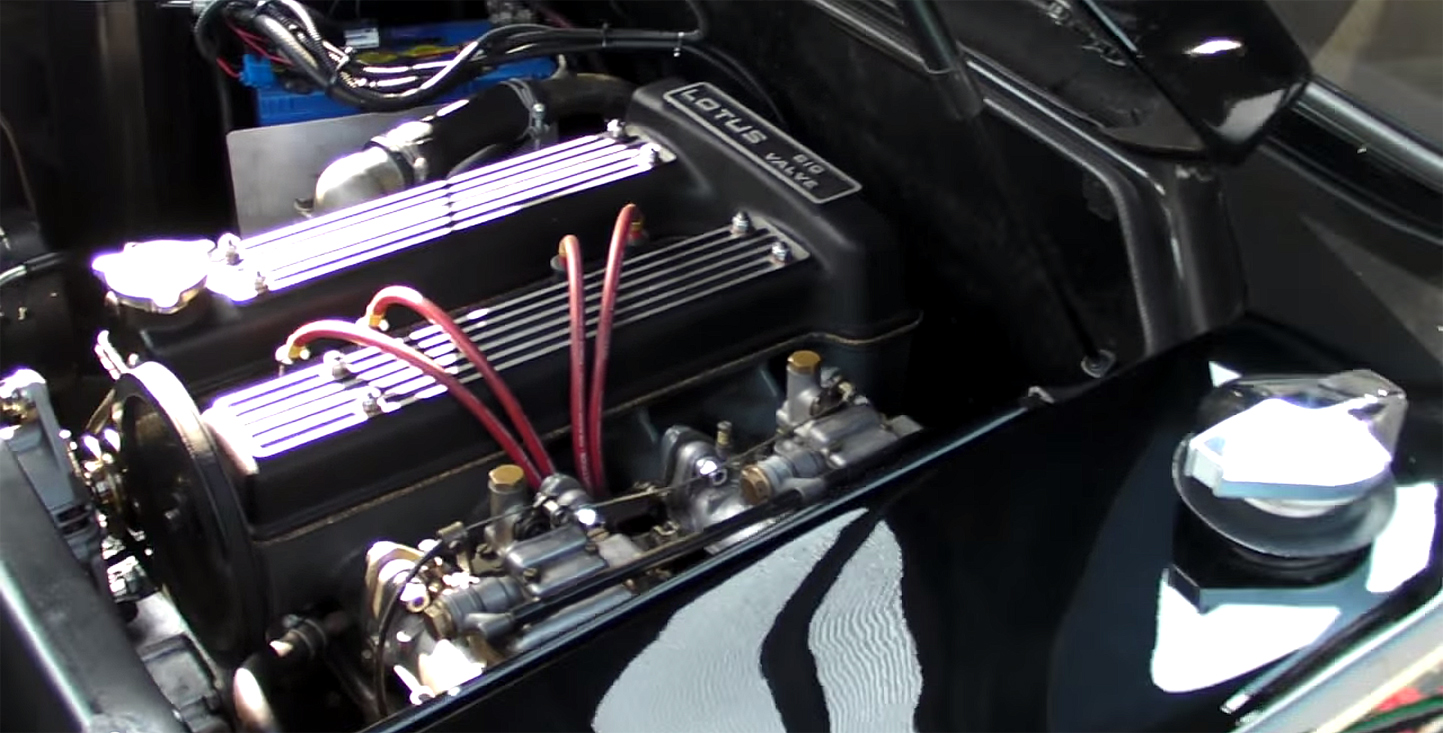
Motor de válvulas grandes (Big Valve)

El Big Valve Twin Cam fue un proyecto del Director de Ingeniería de Lotus Tony Rudd. Rudd redujo el espesor de la cubierta en 0,04 plg (1 mm) para aumentar la relación de compresión a 10,5:1, aumentó el diámetro de las válvulas de entrada a 1,565 plg (39,8 mm), modificó la forma de los corredores de entrada para las válvulas más grandes e instaló árboles de levas tipo D del Equipo Súper Especial. La potencia se incrementó un 20% con respecto al motor normal, pasando de 105 a 126 HP (78,3 a 94,0 kW). Los motores Big Valve se ofrecieron en los modelos Elan Sprint, Elan +2 130 y Lotus Europa Twin Cam Special. : 28  Las tapas de las levas de los motores Big Valve tenían las palabras "Lotus" y "Big Valve" en letras en relieve en la parte delantera. La porción de la cubierta sobre los árboles de levas tenía costillas levantadas. 
Los motores Big Valve tenían la misma sincronización 22/62/62/22 que los motores S/E, pero con una elevación de 0,360". Los motores con especificaciones "especiales" tenían una sincronización 26/66/66/26 con una elevación de 0,362". 
Las válvulas de entrada más grandes eran compatibles con las culatas anteriores al sistema Big Valve con muy poca modificación. Sin embargo, el aumento del tamaño de la válvula de admisión por sí solo no producía un aumento medible en la potencia. La mayor parte de la ganancia de potencia provienía de la modificación del tamaño y la forma de los corredores de admisión (puertos) y del ajuste de los árboles de levas mejorados. 

## Tabla de motores/aplicaciones
| Modelo de motor   | Diámetro              | Carrera             | Cilindrada                  | Potencia1                 | Par motor                       | Años                  | Aplicaciones              |
| ----------------- | --------------------- | ------------------- | --------------------------- | ------------------------- | ------------------------------- | --------------------- | ------------------------- |
| 1500              | 3+3/16 plg (80,96 mm) | 72+3/4 mm (2,9 plg) | 1498 cm³ (1,5 L; 91,4 plg³) | 100 HP (75 kW) @ 5700 rpm | 102 lb·pie (138 N·m) @ 4500 rpm | 1962                  | Elan 1500                 |
| 1600              | 3+1/4 plg (82,55 mm)  | 72+3/4 mm (2,9 plg) | 1557 cm³ (1,6 L; 95,0 plg³) | 105 HP (78 kW) @ 5500 rpm | 108 lb·pie (146 N·m) @ 4000 rpm | 1962-1964             | Elan 1600                 |
| 1600              | 3+1/4 plg (82,55 mm)  | 72+3/4 mm (2,9 plg) | 1557 cm³ (1,6 L; 95,0 plg³) | 105 HP (78 kW) @ 5500 rpm | 108 lb·pie (146 N·m) @ 4000 rpm | 1964-1965             | Elan S2                   |
| 1600              | 3+1/4 plg (82,55 mm)  | 72+3/4 mm (2,9 plg) | 1557 cm³ (1,6 L; 95,0 plg³) | 105 HP (78 kW) @ 5500 rpm | 108 lb·pie (146 N·m) @ 4000 rpm | 1965-1968             | Elan S3                   |
| 1600              | 3+1/4 plg (82,55 mm)  | 72+3/4 mm (2,9 plg) | 1557 cm³ (1,6 L; 95,0 plg³) | 105 HP (78 kW) @ 5500 rpm | 108 lb·pie (146 N·m) @ 4000 rpm | 1968-1971             | Elan S4                   |
| 1600              | 3+1/4 plg (82,55 mm)  | 72+3/4 mm (2,9 plg) | 1557 cm³ (1,6 L; 95,0 plg³) | 105 HP (78 kW) @ 5500 rpm | 108 lb·pie (146 N·m) @ 4000 rpm | 1963-1964             | Lotus Cortina             |
| 1600              | 3+1/4 plg (82,55 mm)  | 72+3/4 mm (2,9 plg) | 1557 cm³ (1,6 L; 95,0 plg³) | 105 HP (78 kW) @ 5500 rpm | 108 lb·pie (146 N·m) @ 4000 rpm | 1964-1966             | Ford Cortina Lotus        |
| 1600              | 3+1/4 plg (82,55 mm)  | 72+3/4 mm (2,9 plg) | 1557 cm³ (1,6 L; 95,0 plg³) | 105 HP (78 kW) @ 5500 rpm | 108 lb·pie (146 N·m) @ 4000 rpm | 1966-1970             | Ford Cortina Twin Cam     |
| 1600              | 3+1/4 plg (82,55 mm)  | 72+3/4 mm (2,9 plg) | 1557 cm³ (1,6 L; 95,0 plg³) | 105 HP (78 kW) @ 5500 rpm | 108 lb·pie (146 N·m) @ 4000 rpm | 1973                  | Seven Twin Cam            |
| 1600              | 3+1/4 plg (82,55 mm)  | 72+3/4 mm (2,9 plg) | 1557 cm³ (1,6 L; 95,0 plg³) | 105 HP (78 kW) @ 5500 rpm | 108 lb·pie (146 N·m) @ 4000 rpm | 1968-1971             | Ford Escort Twin Cam      |
| 1600              | 3+1/4 plg (82,55 mm)  | 72+3/4 mm (2,9 plg) | 1557 cm³ (1,6 L; 95,0 plg³) | 105 HP (78 kW) @ 5500 rpm | 108 lb·pie (146 N·m) @ 4000 rpm | 1971-1972             | Europa Twin Cam           |
| 1600              | 3+1/4 plg (82,55 mm)  | 72+3/4 mm (2,9 plg) | 1557 cm³ (1,6 L; 95,0 plg³) | 105 HP (78 kW) @ 5500 rpm | 108 lb·pie (146 N·m) @ 4000 rpm | 1973-1974             | Caterham 7                |
| Special Equipment | 3+1/4 plg (82,55 mm)  | 72+3/4 mm (2,9 plg) | 1557 cm³ (1,6 L; 95,0 plg³) | 115 HP (86 kW) @ 6250 rpm | 108 lb·pie (146 N·m) @ 5000 rpm |                       | Elan S2 S/E               |
| Special Equipment | 3+1/4 plg (82,55 mm)  | 72+3/4 mm (2,9 plg) | 1557 cm³ (1,6 L; 95,0 plg³) | 115 HP (86 kW) @ 6250 rpm | 108 lb·pie (146 N·m) @ 5000 rpm | Elan S3 S/E           |                           |
| Special Equipment | 3+1/4 plg (82,55 mm)  | 72+3/4 mm (2,9 plg) | 1557 cm³ (1,6 L; 95,0 plg³) | 115 HP (86 kW) @ 6250 rpm | 108 lb·pie (146 N·m) @ 5000 rpm | Elan S4 S/E           |                           |
| Special Equipment | 3+1/4 plg (82,55 mm)  | 72+3/4 mm (2,9 plg) | 1557 cm³ (1,6 L; 95,0 plg³) | 118 HP (88 kW) @ 6000 rpm | 152 N·m (112 lb·pie) @ 4600 rpm | Elan posterior S4 S/E |                           |
| Special Equipment | 3+1/4 plg (82,55 mm)  | 72+3/4 mm (2,9 plg) | 1557 cm³ (1,6 L; 95,0 plg³) | 118 HP (88 kW) @ 6000 rpm | 152 N·m (112 lb·pie) @ 4600 rpm | 1967-1972             | Elan +2, +2S: 105         |
| Big Valve         | 3+1/4 plg (82,55 mm)  | 72+3/4 mm (2,9 plg) | 1557 cm³ (1,6 L; 95,0 plg³) | 126 HP (94 kW) @ 6500 rpm | 153 N·m (113 lb·pie) @ 5500 rpm | 1971-1974             | Elan Sprint               |
| Big Valve         | 3+1/4 plg (82,55 mm)  | 72+3/4 mm (2,9 plg) | 1557 cm³ (1,6 L; 95,0 plg³) | 126 HP (94 kW) @ 6500 rpm | 153 N·m (113 lb·pie) @ 5500 rpm | 1972-1975             | Special Europe Twin Cam   |
| Big Valve         | 3+1/4 plg (82,55 mm)  | 72+3/4 mm (2,9 plg) | 1557 cm³ (1,6 L; 95,0 plg³) | 126 HP (94 kW) @ 6500 rpm | 153 N·m (113 lb·pie) @ 5500 rpm | 1972-1975             | Elan + 2S 130, + 2S 130/5 |

## Sucesores
- La serie de motores Lotus 900 reemplazó al Twin Cam en los automóviles Lotus después de 1973.
- Vegantune desarrolló su propia culata DOHC en el bloque Ford para un motor llamado VTA lanzado en 1983. Suministrado a Caterham Cars como reemplazo del Twin Cam en el Caterham Seven, el VTA presentaba árboles de levas accionados por correa.[1] El motor utilizaba el bloque Crossflow posterior y desplazaba 1,6 o 1,7 litros. La potencia era de 140 a 160 caballos (104 a 119 kW).

## Controversia
Distintas fuentes citan informaciones diferentes, a veces contradictorias con respecto a los nombres, la potencia generada y otros elementos. A continuación se muestran algunas de estas contradicciones: 
1. Algunas fuentes distinguen entre los motores construidos antes de 1966 y los construidos después, llamando a los primeros Mark 1 y a los posteriores Mark 2.[3]: 27, 28 [10] Otra fuente afirma que estos nombres no se reconocen oficialmente, y que las diferentes versiones se diferencian adecuadamente llamando a versiones con números de hasta 7799 motores de "sellado de cordón" y los motores de "sellado de labio" posteriores.[9]: 195  La misma fuente dice que no existe una culata temprana o tardía.
2. Las clasificaciones de potencia generalmente aceptadas para el Twin Cam son 105 caballos (106 CV) para el motor estándar, 115 caballos (117 CV) para el S/E y 126 para el Big Valve. Una fuente afirma que los primeros valores de potencia estaban exagerados, y que esto fue "corregido" en manuales posteriores.[3]: 35, 58, 92, 131  Se afirma que las salidas reales eran de 90 caballos (91 CV) a 5500 rpm para un estándar 1600, 93 caballos (94 CV) a 6000 rpm para los primeros S/E, y 95 caballos (96 CV) a 6250 rpm para los S/E posteriores, con un rendimiento del Big Valve aún estimado en 126 caballos (128 CV) a 6500 rpm. Otra fuente afirma que la "corrección" es en sí misma un error tipográfico, y que ningún Twin Cam dio menos de 103 caballos (104 CV).[9]: 184
3. Mientras que el motor Big Valve, con una potencia de 126 caballos (128 CV), generalmente se acepta que es el Twin Cam de fábrica más potente, algunas fuentes se preguntan si fue más un truco de ventas que una mejora significativa del motor.[9]: 39–42  Mientras que Rudd logró su objetivo declarado de un aumento del 20% de la potencia en comparación con los 105 caballos (106 CV) del Twin Cam estándar, era menos del 10% más potente que un S/E, y tenía solo un poco más de potencia que un SSE. Se dice que el Big Valve carecía de la suavidad de otros Twin Cams, con una potencia máxima que se lograba a velocidades de giro mucho más altas que incluso los motores SSE. Cuando la revista Motor probó en marzo de 1971 el motor de un Elan Sprint equipado con el sistema Big Valve, se encontró que era 0.3 segundos más lento en alcanzar las 100 millas por hora (161 km/h) que un S/E con carburadores Stromberg probados por la misma revista en abril de 1970. En cualquier caso, sí existe acuerdo en que el motor Big Valve fue un éxito de ventas.
4. Varias fuentes afirman que 22 de los motores de 1,5 L llegaron a los modelos de carretera "Elan 1500", que posteriormente fueron retirados del mercado y actualizados a motores de 1.6 litros.[14][15] También se informaba que el 1,5 L se usó en varios automóviles Lotus 20B, 22, 23 y 26R, así como en los prototipos Elan y Lotus Cortina. Otra fuente afirma que solo se construyeron 11 de estos motores, y que se usaron en los Lotus 23 y Elan solo para el trabajo de desarrollo.[9]: 25

## Desarrollos de Cosworth
Los fundadores de Cosworth, Keith Duckworth y Mike Costin, fueron antiguos empleados de Lotus. Su nueva compañía desarrolló el Twin Cam para su uso en competición bajo el Código de Proyecto Cosworth TA, con versiones específicas designadas con un prefijo 'Mk'.: 237–239 : 212, 213, 240  Uno de los lotes iniciales se convirtió en el Cosworth Mk.X experimental en 1962, seguido en 1963 por el modelo con cárter seco Mk.XII con árboles de levas de competición designados como 'CPL2' (26/66/66/26) y pistones Cosworth de alta compresión, utilizados activamente por el equipo Lotus en los Lotus 20B, 22, 23 y 23B. 
El Mk.XII se convirtió en el Mk.XIII para carreras de Fórmula con la adición de un cigüeñal de acero forjado Cosworth de 12 pernos, bielas forjadas Cosworth, árboles de levas más radicales y carburadores Weber 45DCOE. El Mk.XIII se convirtió en un éxito de ventas en 1965 cuando el SCCA creó la categoría de Fórmula B en Estados Unidos. El dominio del Mk.XIII en la Fórmula B fue casi absoluto contra sus principales rivales, el Alfa Romeo 105/115 diseñado por Satta/Hruska 1,6 L DOHC; y el SOHC 1,6 L diseñado por Alex von Falkenhausen para el BMW M116. Esto a su vez permitió que la empresa de ingeniería, ahora viable, redujera su anterior dependencia casi total de Lotus. El éxito del Mk.XIII desencadenó el establecimiento de nuevos constructores de motores de carreras de estilo europeo en los EE. UU., dedicados a realizar trabajos de reconstrucción y mantenimiento necesarios en el Mk.XIII, al tiempo que contribuyeron a incrementar los ingresos de Cosworth. 
Otros motores Cosworth basados en Lotus-Ford Twin Cam incluyen el Mk.XV para los Lotus 26R y los Lotus Cortina (casi todos para el Team Lotus y equipos afiliados) y el Mk.XVI, una versión del Mk.XIII para la clase de 1,5 litros. 
Cosworth diseñó su propia culata de aluminio SOHC de 2 válvulas de flujo inverso impulsada por engranajes para el mismo bloque Ford 116E. Este cabezal compartió muchos atributos de diseño básicos con el cabezal Coventry Climax FWE y se usó con una manivela de acero forjado de carrera corta para un motor de Fórmula 2 de 1 litro llamado SCA en 1964. Más adelante se produjo una culata de aluminio de flujo cruzado DOHC de 4 válvulas en el mismo bloque, con una manivela forjada del Mk.XIII para un nuevo motor de Fórmula 2 de 1.6 litros llamado FVA en 1966. Fue entonces cuando terminó la participación de Cosworth en el desarrollo de los TwinCam de Lotus. 

### Cosworth TA
| Denominación | Diámetro              | Carrera             | Desplazamiento              | Caballos                              | Empleo                                                    | Notas                                                |
| ------------ | --------------------- | ------------------- | --------------------------- | ------------------------------------- | --------------------------------------------------------- | ---------------------------------------------------- |
| Mk.X         | 3+3/16 plg (80,96 mm) | 72+3/4 mm (2,9 plg) | 1498 cm³ (1,5 L; 91,4 plg³) | n/A                                   | n/A                                                       | Prototipo experimental de carreras Twin Cam          |
| Mk.XII       | 83,5 mm (3,29 plg)    | 72+3/4 mm (2,9 plg) | 1594 cm³ (1,6 L; 97,3 plg³) | 140 HP (104,4 kW) @ 6500 rpm          | Lotus 20B, 22, 23                                         | Cárter seco, manivela y varillas                     |
| Mk.XIII      | 83,5 mm (3,29 plg)    | 72+3/4 mm (2,9 plg) | 1594 cm³ (1,6 L; 97,3 plg³) | 140150 HP (104,4-111,9 kW) @ 6500 rpm | Fórmula B, Lotus 22, 23B, 23C, Lotus 47                   | Mk.XII con manivela y varillas de acero, cárter seco |
| Mk.XV        | 83,5 mm (3,29 plg)    | 72+3/4 mm (2,9 plg) | 1594 cm³ (1,6 L; 97,3 plg³) | 130140 HP (96,9-104,4 kW)             | Lotus 26R, Lotus Cortina                                  | Cárter húmedo, manivela de acero y varillas          |
| Mk.XVI       | 3+3/16 plg (80,96 mm) | 72+3/4 mm (2,9 plg) | 1498 cm³ (1,5 L; 91,4 plg³) | 140150 HP (104,4-111,9 kW)            | Fórmula 1 y clases de ruedas descubiertas de Australasia. | Cárter seco.                                         |

## Automovilismo
El Twin Cam hizo su debut en las carreras en mayo de 1962 como Cosworth Mk.XII en un Lotus 23 conducido por Jim Clark en Nürburgring. Clark lideró la carrera hasta tenerse que retirar por problemas con los gases de escape.
Realizó varias apariciones en la Fórmula 1 con la denominación Cosworth Mk.XVI durante la época de los motores de 1,5 litros entre 1961 y 1965.: 316  Su primera aparición fue en el Gran Premio de Sudáfrica de 1963 en un Brabham BT6 conducido por David Prophet. El motor apareció en dos coches en el Gran Premio de Gran Bretaña de 1964, uno fue el Gerard Racing Cooper T73 conducido por John Taylor y el otro el John Willment Automobiles Brabham BT10. El único final registrado fue el noveno lugar en el Gran Premio de Sudáfrica de 1965, nuevamente en el Willment Brabham. 
El Twin Cam también impulsó al Elan 26R del Willment Team y al piloto John Miles a 15 victorias y al título del Campeonato Autosport de 1966.
Otros fabricantes de motores continuaron el desarrollo después de 1966 para el Elan y el Cortina, así como para las Fórmulas 2 y 3; así como en otras clases. Entre los primeros se incluyen los preparadores Holbay, Vegantune y Novamotor, incorporándose más tarde Brian Hart, Richardson, Wilcox y otros, centrados principalmente en las clases de fórmula. 

## Lecturas relacionadas
- Pitt, Colin (30 de agosto de 2016). Lotus Twin Cam Engine. CP Press. ISBN 978-1910241226.